# 松浦麻琴
松浦 麻琴（まつうら まこと、1986年（昭和61年）9月9日 - ）は、日本の元女子バレーボール選手、指導者。

## 来歴
福岡県朝倉市出身。背が高かったので両親に勧められ、中学1年からバレーボールを始める。
2008年、嘉悦大学4年次に大学3冠 （春季リーグ、東日本大学選手権、東西インカレ）に大きく貢献。同大学監督の米山一朋は、「チームの勝敗だけ考えれば松浦はライトで起用した。これからの全日本チームには身長の高いセッターが絶対に必要」と語り、松浦をセッターとして育成した。
2009年4月、日立佐和リヴァーレに入部し、同年7月、ユニバーシアードベオグラード大会に出場した。
2009/10シーズンにはチャレンジリーグ最優秀新人賞を獲得した。
2010年、日立を退団。同年8月、NECレッドロケッツに移籍した。2011年3月、全日本女子チームにメンバー登録され、同年6月モントルーバレーマスターズで国際試合デビューを飾った。
2012年、V・サマーリーグで2連覇を果たした。2012/13Vプレミアリーグではレギュラーラウンド1位の好成績を残した。
2014年、現役引退。現役最後のシーズンは痛みを抱えながらトスを上げていた。
2020年、V.LEAGUE入りを目指す地元のバレーボールチームである福岡春日シーキャッツのコーチに就任。
2021年4月の、チームの大幅な体制変更が起こったのを機に福岡春日シーキャッツを退団し、同じ福岡に設立され、前監督（高尾和行）が監督を務める福岡ギラソールのコーチに就任した。

## 球歴
- ユニバーシアード代表 - 2009年
- 全日本代表 - 2011年、2013年

## 受賞歴
- 2010年 - チャレンジリーグ 新人賞

## 所属チーム
- 宮崎日大中学校
- 宮崎日大高校
- 嘉悦大学（2005-2009年）
- 日立佐和リヴァーレ（2009-2010年）
- NECレッドロケッツ（2010-2014年）